# Riu dels Sants
El Ríu dels Sants és un corrent d'aigua que emana en la surgència càrstica de la Font dels Sants, travessant el seu cabal les poblacions de l'Alcudia de Crespins i Canals, desemboca el seu cabal pel marge esquerre del riu Cànyoles. El lloc on naix se situa a 165 msmn, en la zona coneguda com el Naixement; sent aquest punt, un dels principals desaigües naturals de la plataforma carbonatada del Massís del Caroig. El seu recorregut el realitza per una vall encaixonada sobre roques tobàcies, tenint una longitud de 6 quilòmetres. Encara que en l'actualitat està pràcticament sec al llarg de tot l'any, en períodes puntuals és sagnat artificialment mitjançant pous per a l'aprofitament agrícola de l'horta tradicional. El seu cabal en règim natural se situaria per sobre dels 1.000 l/s, molt regular al llarg de tot l'any, característica de les deus càrstiques.
Antigament s'anomenava riu de Sant Julià, mentre que el nom actual es deu a una antiga ermita dedicada als Sants de la Pedra, Sant Abdó i Sant Senent, patrons tradicionals dels llauradors i enderrocada el 1748 pel terratrèmol que assolà també el castell de Montesa.